# حنان عواد
حَنان أحمد عَوّاد (1951) شاعرة فلسطينية. ولدت في القدس وحصلت علی ماجستير في الآداب. عملت مدرّسة في كليّة أبو ديس للعلوم. رئيسة ومؤسسة فرع فلسطين في رابطة النساء الدولية للسلام والحرية من 1988. لها من دواوين شعرية من دمي أكتب 1983 واخترت الخطر ولها دراسات في الأدب الفلسطيني في العصر الحديث.

## سيرتها
ولدت حَنان أحمد عَوّاد في مدينة القدس سنة 1951. حصلت على دبلوم التربية من دار المعلمات في رام الله سنة 1971 ثم نالت بكالوريوس في الأدب العربي، وماجستير في العلوم الإنسانية من معهد الدراسات الآسيوية والأفريقية في القدس سنة 1975 ثم 1977. حصلت أيضاً دبلوم الدراسات العليا من جامعة الأزهر سنة 1976 وماجستير في الدراسات الإنسانية من جامعة مكغيل بكندا. رئيسة ومؤسسة فرع فلسطين في منظمة المرأة العالمية للسلام والحرية ومحاضرة في جامعة بيرزيت، وعضو مجلس أمناء المجلس العربي في القدس، وعضو استشاري في مجلة المواكب.

## آثارها
- من دمي أكتب، 1983 ، ديوان شعري.
- الفارس يزف إلى الوطن ، شعر، 1988.
- اخترت الخطر 1989، ديوان شعري.
- القضايا العربية في أدب غادّة السمّان 1983.
- أثر النكبة في أدب سميرة عزّام.
- المرأة في الشعر الفلسطيني.